# لجنة مجلس الشيوخ الأمريكي للبيئة والأشغال العامة
لجنة مجلس الشيوخ الأمريكي للبيئة والأشغال العامة (بالإنجليزية: United States Senate Committee on Environment and Public Works)‏ هي المسؤولة عن التعامل مع المسائل المتعلقة بالبيئة والبنية التحتية داخل مجلس شيوخ الولايات المتحدة الأمريكية.

## الأعضاء
117th Congress
| الأغلبية | الأقلية |
| --- | --- |
| - توم كاربر، ديلاوير، الرئيس - بين كاردين، ماريلند - بيرني ساندرز، فيرمونت - شيلدون وايتهاوس، رود آيلاند - جيف ميركلي، أوريغن - إد ماركي، ماساتشوستس - تامي دوكوورث، إلينوي - Debbie Stabenow، ميشيغان - مارك كيلي، أريزونا - أليكس باديلا، كاليفورنيا | - شيلي مور كابيتو، فيرجينيا الغربية, Ranking Member - جيم إنهوف، أوكلاهوما - كيفن كريمر، داكوتا الشمالية - سينثيا لوميس، وايومنغ - ريتشارد شيلبي، ألاباما - جون بوزمان، أركنساس - روجر ويكر، مسيسيبي - دان سوليفان، ألاسكا - جوني إيرنست، آيوا - ليندسي غراهامن كارولاينا الجنوبية |

## اللجان الفرعية
| اللجنة الفرعية                                                         | الرئيس                        | العضو ذو الترتيب           |
| ---------------------------------------------------------------------- | ----------------------------- | -------------------------- |
| السلامة الكيميائية وإدارة النفايات والعدالة البيئية والرقابة التنظيمية | جيف ميركلي (ديموقراطي - OR)   | روجر ويكر (جمهوري - MS)    |
| الهواء النظيف والمناخ والسلامة النووية                                 | إد ماركي (ديموقراطي - MA)     | جيم إنهوف (جمهوري - OK)    |
| مصايد الأسماك والمياه والحياة البرية                                   | تامي دوكوورث (ديموقراطي - IL) | سينثيا لوميس (جمهوري - WY) |
| النقل والبنى التحتية                                                   | بين كاردين (ديموقراطي - MD)   | كيفن كريمر (جمهوري - ND)   |

## الرئيس

### رئيس لجنة مجلس الشيوخ للمباني العامة، 1838 - 1857
- ويليام إس. فولتون (ديموقراطي - AR) 1838–1841
- جون ليدز كير (W - MD) 1841–1842
- ويليام إل. دايتون (W - NJ) 1842–1845
- سايمون كاميرون (ديموقراطي - PA) 1845–1846
- جيسي دي. برايت (ديموقراطي - IN) 1846–1847
- روبرت إم. تي. هنتر (ديموقراطي - VA) 1847–1851
- James Whitcomb (ديموقراطي - IN) 1851–1852
- Charles James (ديموقراطي - RI) 1852–1853
- James Bayard (ديموقراطي - DE) 1853–1857

### رئيس اللجنة المشتركة في المباني العامة والأراضي، 1857 - 1883
- جيسي دي. برايت (ديموقراطي - IN) 1857–1861
- سولومون فووت (جمهوري - VT) 1861–1866
- Benjamin Gratz Brown (جمهوري - MO) 1866–1867
- وليام بي فيسيندين (جمهوري - ME) 1867–1869
- Justin Smith Morrill (جمهوري - VT) 1869–1878
- هنري إل. دوز (جمهوري - MA) 1878–1879
- تشارلز دبليو. جونز (ديموقراطي - FL) 1879–1881
- إدوارد إتش. رولينز (جمهوري - NH) 1881–1883

### رئيس لجنة مجلس الشيوخ للمباني العامة والأراضي، 1883 - 1947
- William Mahone (جمهوري - VA) 1883–1887
- ليلند ستانفورد (جمهوري - CA) 1887–1893
- George Vest (ديموقراطي - MO) 189 - 3–1895
- ماثيو كواي (جمهوري - PA) 1895–1899
- تشارلز فيربانكس (جمهوري - IN) 1899–1905
- فرانسيس امروي وارن (جمهوري - WY) 1905
- ناثان بي. سكوت (جمهوري - WV) 1905–1911
- جورج ساذرلاند (جمهوري - UT) 1911–1913
- Claude A. Swanson (ديموقراطي - VA) 1913–1918
- James A. Reed (ديموقراطي - MO) 1918–1919
- Bert M. Fernald (جمهوري - ME) 1919–1926
- Irvine L. Lenroot (جمهوري - WI) 1926–1927
- Henry W. Keyes (جمهوري - NH) 1927–1933
- طوم كونالي (ديموقراطي - TX) 1933–1942
- Francis Maloney (ديموقراطي - CT) 1942–1945
- تشارلز أو. اندروز (ديموقراطي - FL) 1945–1947

### رئيس لجنة مجلس الشيوخ للأشغال العامة، 1947 - 1977
- Chapman Revercomb (جمهوري - WV) 1947–1949
- دنيس تشافيز (ديموقراطي - NM) 1949–1953
- إدوارد مارتن (جمهوري - PA) 1953–1955
- دنيس تشافيز (ديموقراطي - NM) 1955–1962
- باتريك في. مكنمارا (ديموقراطي - MI) 1962–1966
- جينينغز راندولف (ديموقراطي - WV) 1966–1977

### رئيس لجنة مجلس الشيوخ للبيئة والأشغال العامة، 1977 إلى الوقت الحاضر
- جينينغز راندولف (ديمقراطي - فيرجينيا الغربية) 1977–1981
- روبرت ستافورد (جمهوري - فيرمونت) 1981–1987
- Quentin N. Burdick (ديموقراطي - داكوتا الشمالية) 1987–1992
- دانيال باتريك موينيهان (ديموقراطي - نيويورك) 1992–1993
- ماكس بوكس (ديموقراطي - مونتانا) 1993–1995
- جون تشافي (جمهوري - رود آيلاند) 1995–1999
- بوب سميث (جمهوري - نيوهامبشير) 1999–2001
- هاري ريد (ديموقراطي - نيفادا) 2001
- بوب سميث (جمهوري - نيوهامبشير) 2001
- James Jeffords (مستقل - فيرمونت) 2001–2003
- جيم إنهوف (جمهوري - أوكلاهوما) 2003–2007
- باربرا بوكسر (ديموقراطي - كاليفورنيا) 2007–2015
- جيم إنهوف (جمهوري - أوكلاهوما) 2015 - 2017
- جون باراسو (جمهوري - وايومنغ) 2017–2021
- توم كاربر (ديموقراطي - ديلاوير) 2021–present

## وصلات خارجية
- لجنة مجلس الشيوخ الاميركي للبيئة والأشغال العامة الموقع الرسمي
- وكالة الأشغال العامة
- كيفية تقديم طلب من مواطن
- لجنة الأشغال العامة في مجلس الشيوخ البيئة الملفات الشخصية للأعضاء

‌